# Navarredonda y San Mamés
Navarredonda y San Mamés – miejscowość w Hiszpanii w północnej części wspólnoty autonomicznej Madryt licząca zaledwie 142 mieszkańców.

## Atrakcje turystyczne
- Ratusz miejski położony w samym centrum miejscowości
- Kaplica San Mames
- Kościół św. Michała Archanioła
- wodospad San Mames